# Hortia excelsa
Hortia excelsa är en vinruteväxtart som beskrevs av Adolpho Ducke. Hortia excelsa ingår i släktet Hortia och familjen vinruteväxter. Inga underarter finns listade i Catalogue of Life.